# Ljerka Palatinuš
Ljerka Palatinuš (Zagreb, 11. ožujka 1955.), hrvatska pjevačica. Izvođačica je starogradskih i zabavnih pjesama. Supruga je hrvatskog glazbenika i diplomata Tonija Glowatzkog, sina poznatog odvjetnika Ive Glowatzkog. 

## Diskografija
- Zagrebu s ljubavlju, 1989. (zajedno s tamburaškim sastavom Zlatnim lampašem)
- Hrvatica, 1990.
- Zdravo Djevo, kraljice Hrvata, 1990.
- Hrvatski Božić, 1990.
- Tambure i sjećanja, CD[1]

Na Festivalu kajkavskih popevki prvi put je nastupila s popevkom "Za jeden tvoj pogled", a nakon toga sudjelovala je 1987. izvodeći skladbu Ta stara domaja, 1988. Gdo bu sačuval zagorski dom, 1989. s Tonijem Glowatzkim Kajkavski valcer, 1990. Zagorje naše, Zagorje drago, 1991. s ansamblom Dalmati Nigdar ju nebuju zeli, 1992. sa zborom Ilircima Zagorje i ja, 1993.  sa zborom Ilircima  Čekam te v srcu, 1995.  Postelu sam več prestrla, 2004. sa zborom Ilircima i KUD-om Kaj  Zagorske puce.
1986. godine nastupa na Zagrebfestu u večeri Univerzijade i večeri domoljubnih pjesama te na Karneval festu u Cavtatu. 1991. sudjelovala je na splitskom festivalu pjesmom Draga moja hrvatska

## Vanjske poveznice
- Ljerka Palatinuš, diskografija.com